# Echinocactus platyacanthus
Echinocactus platyacanthus, conocida comúnmente como biznaga burra, es una especie de planta suculenta perteneciente al género Echinocactus, dentro de la familia Cactaceae. Es endémica de México (concretamente de los estados de Querétaro, Nuevo León, Oaxaca, Puebla, Coahuila, Guanajuato, Hidalgo, San Luis Potosí, Zacatecas y Tamaulipas). Se trata de una especie de crecimiento lento, siendo su tiempo de generación de 100 años o más.

## Descripción
Echinocactus platyacanthus es una especie de cactus de crecimiento lento, cuyos tallos pueden ser casi esféricos, ampliamente columnares o tener forma de barril. Generalmente es solitario y puede vivir más de cien años. Tienen la epidermis de color verde a verde amarillento, ocasionalmente glauco, y alcanza alturas de 0,5 a 2,5 m con diámetros de 40 a 80 cm. Poseen pelos amarillentos y lanudos en el ápice, lo que facilita la distinción entre las especies de este género y las especies lampiñas del género Ferocactus que se encuentran en la misma región.

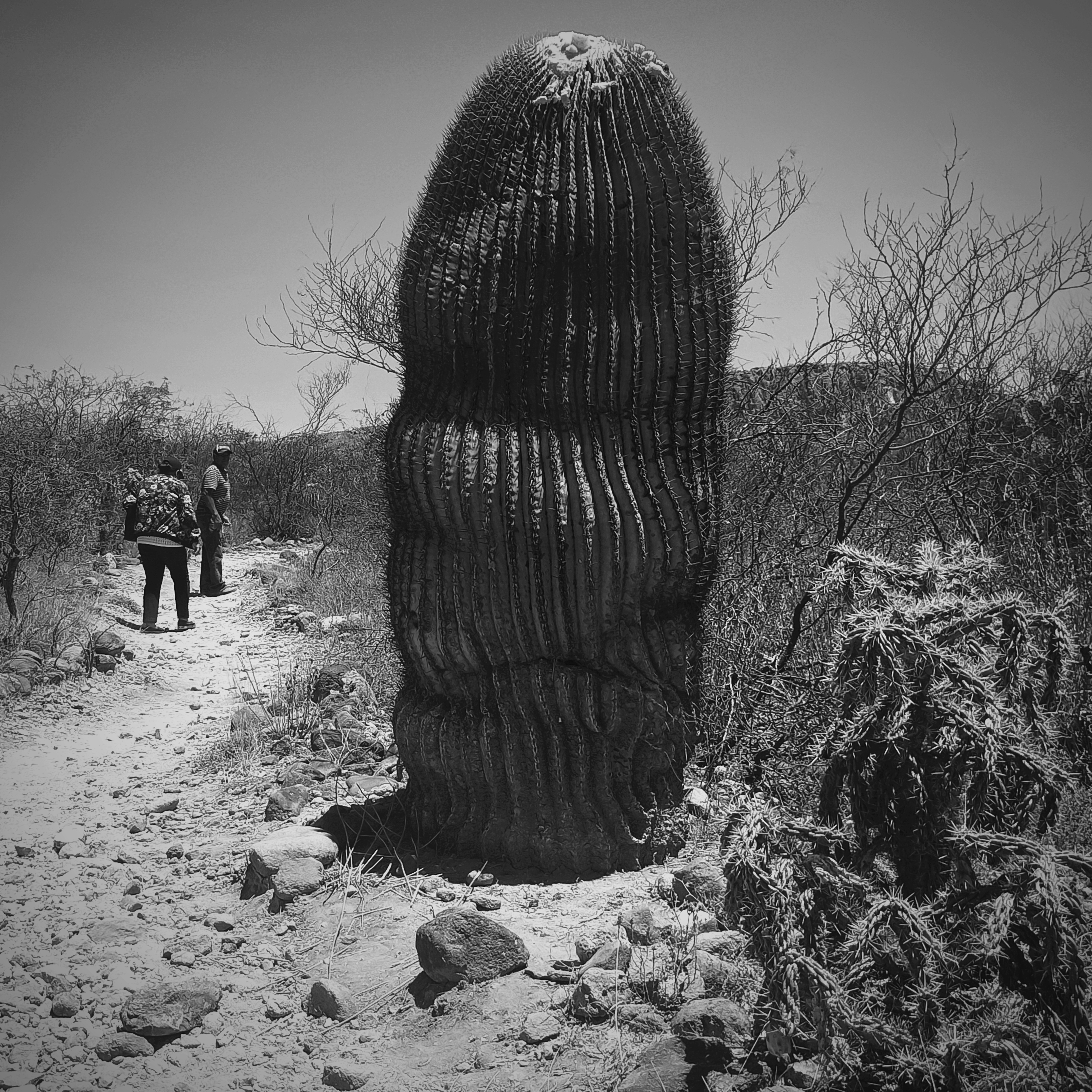
Forma columnar

Presenta de 5 a 60 cotillas (o más) dispuestas verticalmente y más o menos tuberculadas. Sobre ellas se asientan areolas redondas que se vuelven de elípticas a lineales y continuas en plantas maduras. Tienen espinas grandes, rígidas, algo aplanadas y con estrías transversales. Son de color amarillento a rojizo inicialmente, volviéndose negruzcas con la edad. Entre ellas se distinguen de 3 a 4 espinas centrales ligeramente curvadas que a menudo aparecen dispuestas en cruz y miden de 5 a 10 cm de largo. También tienen de 8 a 10 espinas radiales de 3 a 4 cm de largo y frecuentemente están distribuidas en una fila superior y otra inferior.

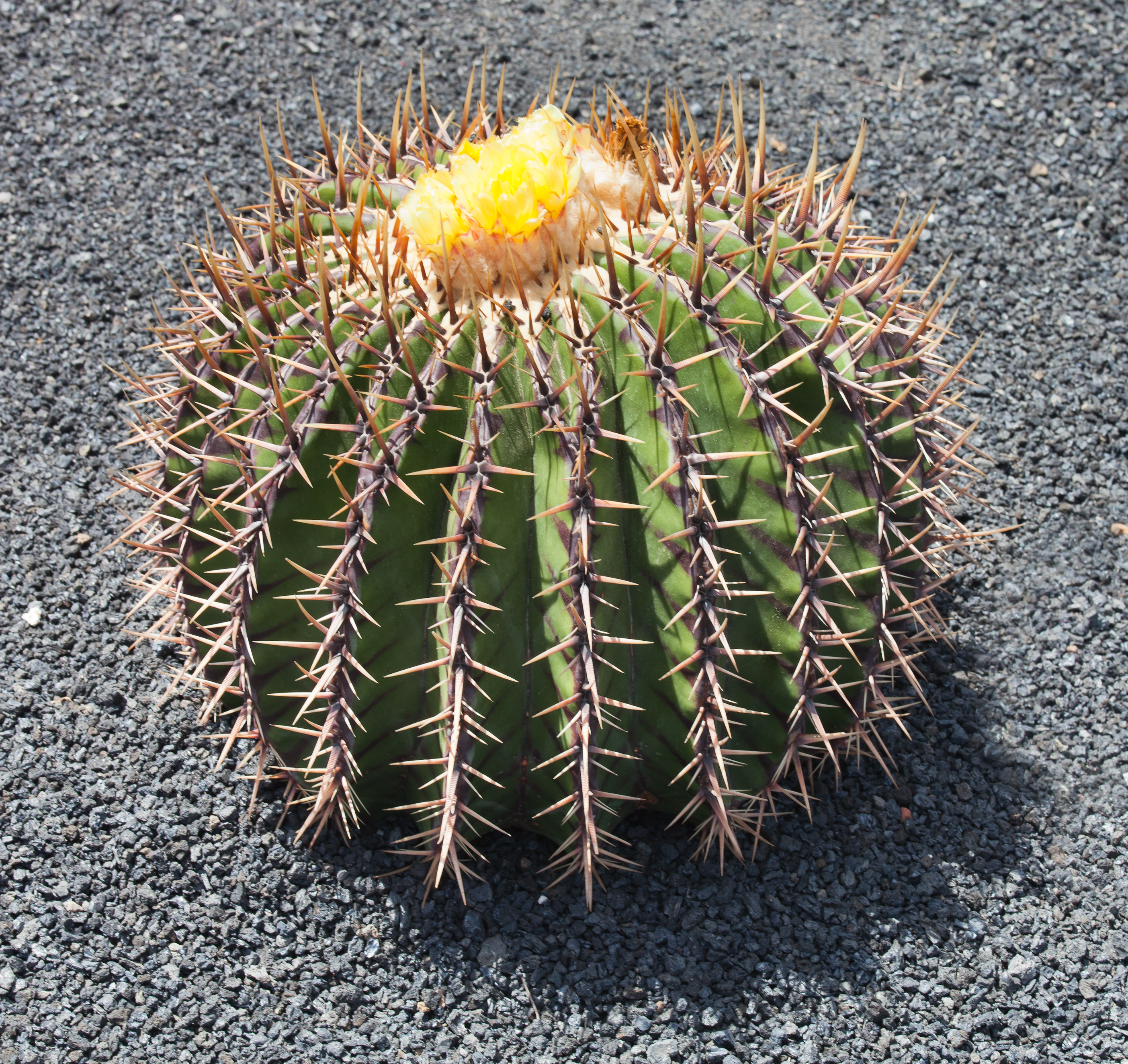
Planta en flor

Las flores son de color amarillo vivo, surgen de la lana amarillenta de la corona y miden de 3 a 6 cm de largo y de 3 a 8 cm de ancho. Son numerosas, diurnas y autocompatibles. La época de floración se produce desde finales de primavera hasta verano y también en otoño, pero solo se produce en especímenes maduros grandes que reciben suficiente sol pleno y rara vez florecen en cultivo.

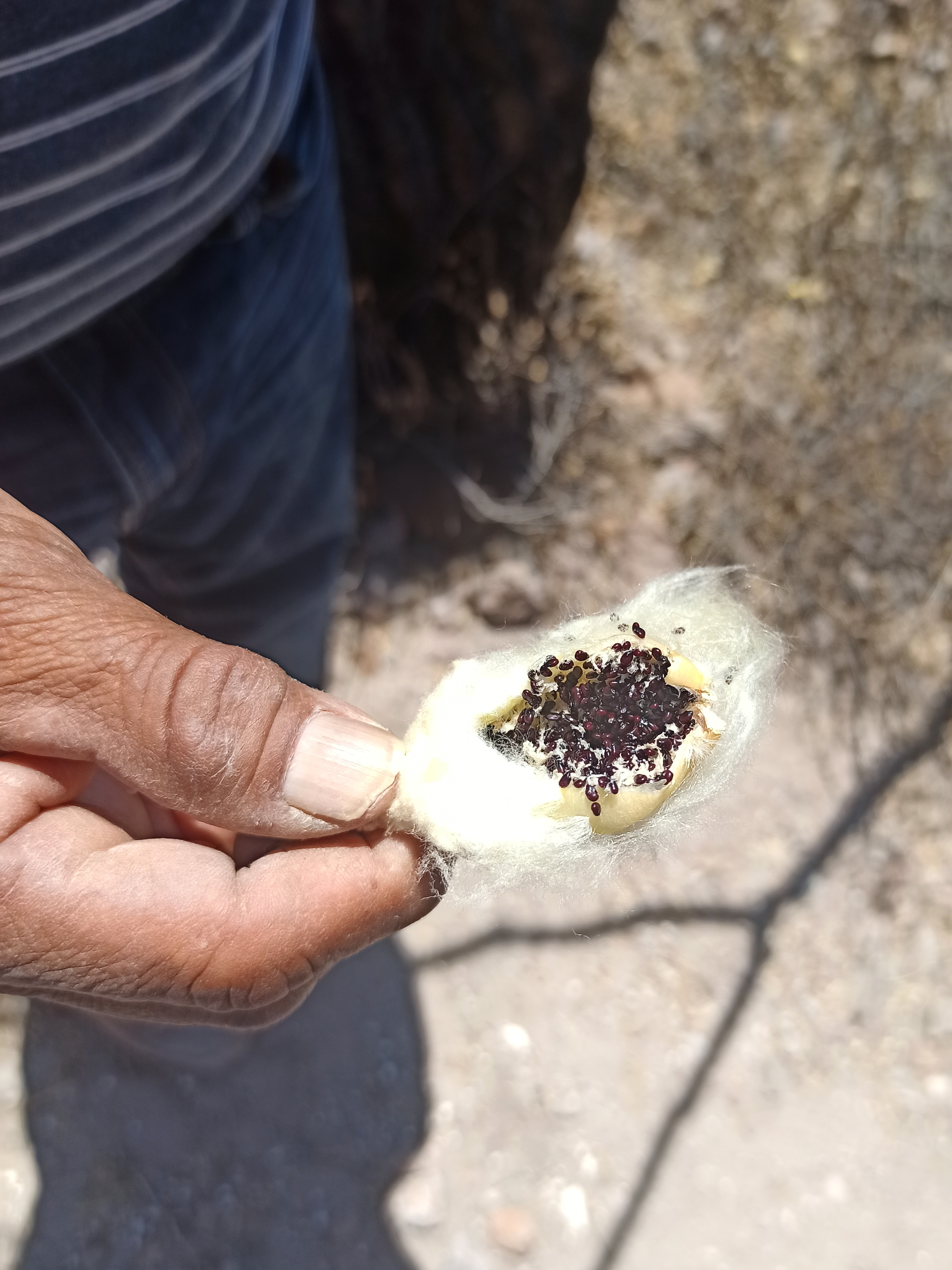
Fruto y semillas

Los frutos son alargados, de color amarillo y miden de 3 a 8 cm de largo, con diámetros de hasta 2,5 cm. Presentan un remanente floral persistente y aunque inicialmente son jugosos, con el tiempo se secan. Están cubiertos de escamas, lana y pelos, y contienen en su interior semillas negras ligeramente reniformes (con forma de riñón).

## Distribución y hábitat
El área de distribución nativa de esta especie es México (concretamente de los estados de Querétaro, Nuevo León, Oaxaca, Puebla, Coahuila, Guanajuato, Hidalgo, San Luis Potosí, Zacatecas y Tamaulipas).
Crece principalmente en biomas desérticos o de matorral seco, a altitudes que oscilan entre los 1100 y los 2400 metros sobre el nivel del mar. Prefiere suelos calcáreos y no tolera la alteración del suelo por el ganado.

## Taxonomía
Echinocactus platyacanthus fue descrita por los botánicos alemanes Heinrich Friedrich Link y Christoph Friedrich Otto y publicada por primera vez en la revista científica Verhandlungen des Vereins zur Beförderung des Gartenbaues in den Königlich Preussischen Staaten 3: 423 en 1827.
Etimología
- Echinocactus: nombre genérico formado a partir de la palabra latina ĕchīnus (que significa ‘erizo’) y kaktos (que significa ‘cardo’ o ‘planta espinosa’), en alusión al cuerpo esférico y espinoso que presentan las especies de este género.[8]
- platyacanthus: epíteto específico que proviene de las palabras griegas platis (que significa 'plana', 'ancha') y akantha (que significa 'columna vertebral'), en alusión a las espinas centrales planas que presenta la especie.[9][10]

Sinonimia
- Echinocactus arachnoideus Scheidw., 1839
- Echinocactus aulacogonus Lem., 1839
- Echinocactus aulacogonus var. diacopaulax Lem., 1839
- Echinocactus edulis Haage ex C.F.Först., 1846
- Echinocactus ghiesbreghtianus Lem., 1839
- Echinocactus grandis Rose, 1906
- Echinocactus grandis subsp. polycormus Říha & Tabasco, 1997
- Echinocactus grandis f. polycormus Říha & Tabasco, 1997
- Echinocactus helophorus Lem., 1839
- Echinocactus helophorus var. laevior Lem., 1839
- Echinocactus helophorus var. longifossulatus Lem., 1839
- Echinocactus ingens Zucc. ex Pfeiff., 1837
- Echinocactus ingens f. aulacogonus (Lem.) Schelle, 1926
- Echinocactus ingens var. grandis Speg., 1907
- Echinocactus ingens f. helophorus (Lem.) Schelle, 1907
- Echinocactus ingens var. helophorus (Lem.) K.Schum., 1898
- Echinocactus ingens f. saltillensis (Poselg.) Schelle, 1907
- Echinocactus ingens var. saltillensis (Poselg.) K.Schum., 1898
- Echinocactus ingens var. subinermis K.Schum., 1898
- Echinocactus ingens var. viznaga (Hook.) K.Schum., 1898
- Echinocactus ingens f. viznaga (Hook.) Voss, 1894
- Echinocactus irroratus Scheidw., 1839
- Echinocactus karwinskii Zucc. ex Pfeiff., 1837
- Echinocactus macracanthus de Vriese, 1839
- Echinocactus minax Lem., 1838
- Echinocactus minax var. laevior Lem., 1839
- Echinocactus oligacanthus Mart. ex Pfeiff., 1837
- Echinocactus palmeri Rose, 1909
- Echinocactus platyacanthus f. grandis (Rose) Bravo, 1980
- Echinocactus platyacanthus var. palmeri (Rose) H.P.Kelsey & Dayton, 1942
- Echinocactus platyacanthus f. visnaga (Hook.) Bravo, 1980
- Echinocactus platyceras Lem., 1838
- Echinocactus platyceras var. laevior C.F.Först., 1846
- Echinocactus platyceras var. minax Salm-Dyck ex C.F.Först, 1846
- Echinocactus saltillensis Poselg., 1853
- Echinocactus tuberculatus Link & Otto, 1827
- Echinocactus tuberculatus var. spiralis DC., 1828
- Echinocactus visnaga Hook., 1851
- Echinocactus viznaga Hook., 1845
- Echinofossulocactus helophorus (Lem.) Lawr., 1841
- Echinofossulocactus helophorus var. longifossulatus Lawr., 1841
- Echinofossulocactus karwinskianus Lawr., 1841
- Echinofossulocactus macracanthus Lawr., 1841
- Echinofossulocactus platyceras (Lem.) Lawr., 1841
- Melocactus ingens Karw. ex Pfeiff., 1837
- Melocactus platyacanthus Link & Otto, 1827
- Melocactus tuberculatus Link & Otto, 1827

## Estado de conservación
En la Lista Roja de Especies Amenazadas de la UICN, la especie está clasificada como "Casi Amenazado (NT)”. La principal amenaza que sufre la especie se debe a la recolección ilegal para su uso en dulces tradicionales y como forraje vivo para alimentar cabras y burros. Además el ganado altera el frágil suelo, lo que provoca la pérdida de un microhábitat adecuado para el establecimiento de nuevos individuos.

## Importancia económica y cultural

### Uso ornamental

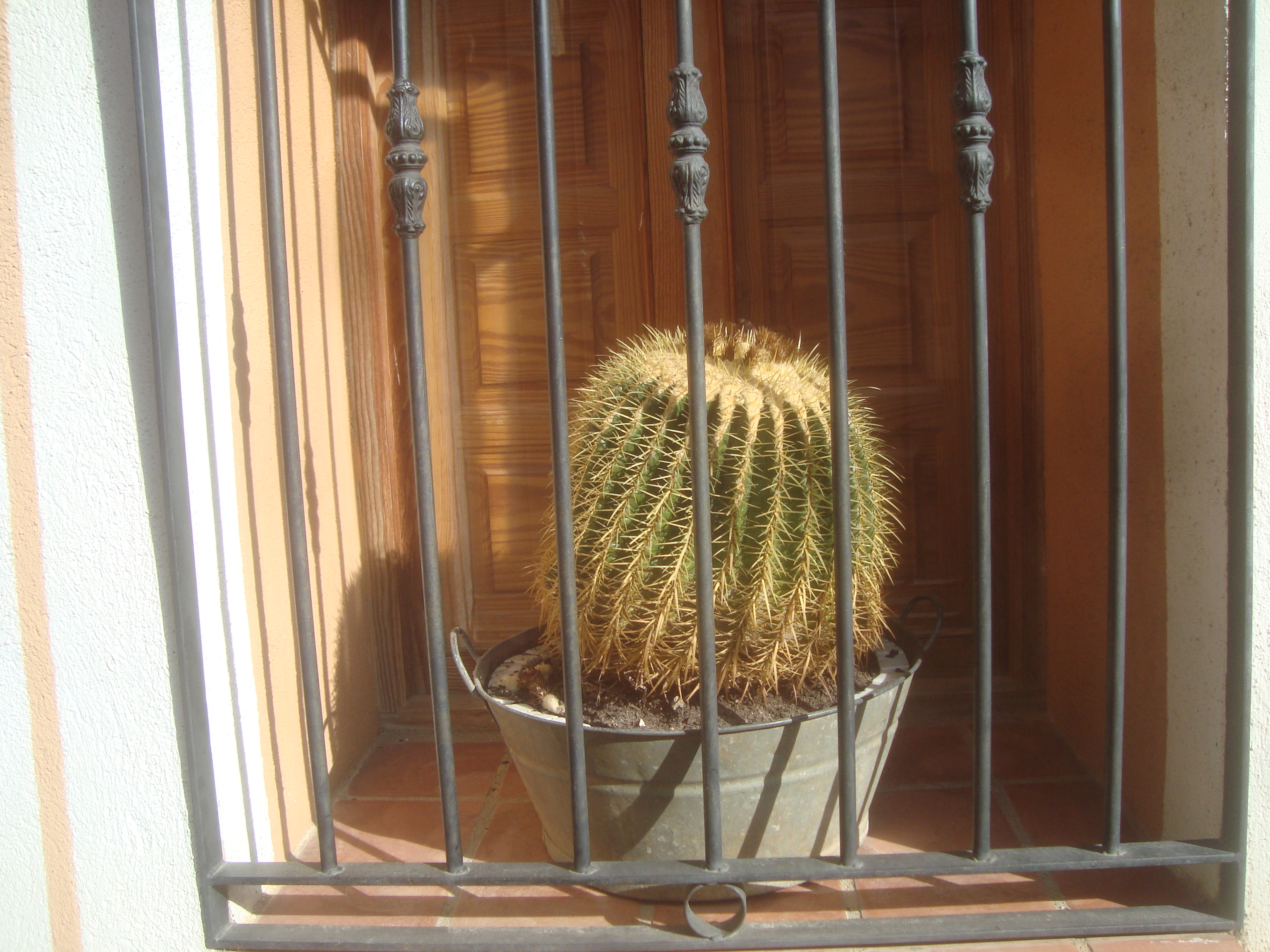
Cultivo en maceta

Esta especie de cactus se cultiva principalmente por su valor ornamental y se propaga por semillas. Muestra cierta sensibilidad a las heladas, aunque tolera temperaturas de hasta -4 °C durante periodos breves. La resistencia al frío mejora cuando crece en suelos con buen drenaje, por lo que resulta conveniente mantener la planta lo más seca posible durante el invierno.
Esta especie prospera en suelos bien drenados y con exposición directa al sol, lo que favorece tanto la intensidad del color de sus espinas como la duración de sus flores. El sustrato ideal presenta una textura gruesa y permite un drenaje eficiente, ya que la planta puede desarrollar pudrición en la corona y tejidos blandos si se mantiene en condiciones de humedad excesiva. Durante las primeras etapas de desarrollo, puede verse afectada por plagas como la cochinilla algodonosa y la araña roja.

### Uso cultural y simbólico

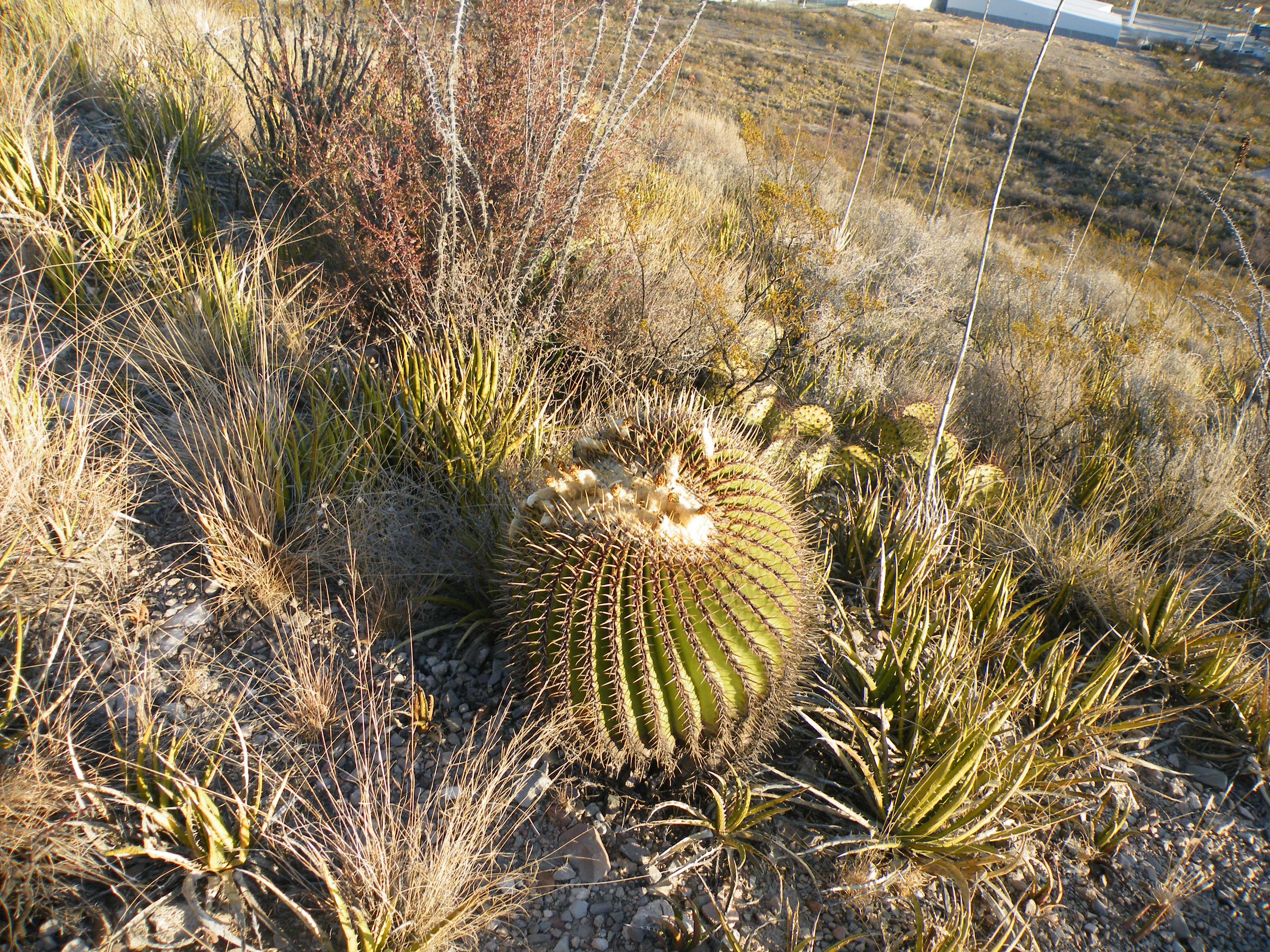
En su hábitat

En la época precolombina (prehispánica), estas plantas junto a Ferocactus histrix se consideraban sagradas y se utilizaban para sacrificios, alimento y medicina por parte de los pueblos indígenas de las tierras altas semiáridas del centro de México.

### Uso alimentario y forrajeo
Echinocactus platyacanthus Constituye la principal materia prima para la elaboración del acitrón o dulce de biznaga, un producto tradicional mexicano que se obtiene al cocer la médula del cactus con azúcar. Además, en zonas áridas donde escasean otras fuentes de forraje, los pastores retiran las espinas y emplean el tallo como alimento y fuente de agua para las cabras durante la temporada de sequía.

### Otros usos
Se ha documentado que los pelos lanudos que esta planta produce fueron utilizadas por los pueblos indígenas de México como fibras de relleno y para tejer.

## Nombres comunes
Los nombres comunes de esta especie son: asiento de suegra, barrilillo, biznaga, biznaga burra, biznaga de acitrón, biznaga de bola, biznaga de dulce, biznaga de lana, biznaga gigante, biznaga grande, biznaga tonel grande, biznaga verde, viznaga de acitrón, viznaga de burro y viznaga de dulce.